# Pedro Luis Garcerán de Borja
Pedro Luis Garcerán de Borja y Castro-Pinós, I Marqués de Navarrés, (Segorbe, 1528 - Barcelona, 20 de marzo de 1592) fue un noble español. Virrey y capitán general de los reinos de Tremecén, Ténez, Orán y Mazarquivir. Bisnieto del papa Borja Alejandro VI. Decimocuarto y último gran maestre de la Orden de Montesa, orden religiosa y militar fundada por el rey Jaime II de Aragón.

## Biografía
Pedro Luis Garcerán era hijo del tercer duque de Gandía, Juan de Borja y Enríquez de Luna, y de su segunda esposa, Francisca de Castro y Pinós, hija del vizconde de Evol miembro de la Casa de Garcerán de Pinós (noble linaje catalán originario de la Cerdaña y del Bergadá), de forma que fue hermanastro de san Francisco de Borja. 
Ya era comendador (por especial licencia papal) cuando fue elegido maestre a los 17 años, en 1545. En su maestrazgo enajenó muchos bienes de la Orden de Montesa. Fue nombrado el 26 de diciembre de 1556 virrey y capitán general de los reinos de Tremecén, Túnez, Orán y Mazalquivir, y en 1557 el rey le hizo marqués de Navarrés. 
Contrajo matrimonio en 1558 con la noble dama portuguesa Leonor Manuel por medio de la dispensa que el Papa había concedido a la Orden de Calatrava en 1540, pero hubo mucha controversia y división sobre la validez de este matrimonio, habida cuenta del voto de castidad que contraían los caballeros de Montesa al ingresar en la orden, disputa que causó divisiones y no llegó a resolverse hasta el capítulo general de 1583. 
Desembarcó en Orán el 29 de junio de 1567 y, como gobernador de la llamada Corte Chica, intervino en numerosas acciones y escaramuzas contra los musulmanes y revisó y levantó fortificaciones. Al año siguiente recibió a don Juan de Austria.
Se vio comprometido por la crisis interna que sufría la Orden de Montesa, dividida en facciones, y por las enemistades creadas al promocionar a sus favoritos. Felipe II, que fue consultado por la Inquisición sobre la conveniencia del juicio, decidió emplear el proceso para dar una lección a la nobleza levantisca, neutralizando a la vez la alianza de los Borja con la familia real portuguesa. Acusado de sodomía por D. Miguel Cetelles en 1572, Garcerán de Borja fue condenado a 10 años de reclusión en el convento de Montesa y una multa de 6000 ducados, a razón de 1000 por año. Ya en 1583, Garcerán de Borja, tras unas disputas internas por la sucesión del Gran Maestre en la Orden de Montesa, relacionadas en particular con su octavo hijo don Juan Garcerán de Borja, que era Comendador mayor ya a sus 23 años y a quien había prometido el Maestrazgo, con gran oposición interna en la Orden cuando declaró esta intención en el capítulo de 1583, resolvió negociar la entrega del maestrazgo al rey Felipe II, el cual obtuvo de Sixto V el permiso necesario para recibirla en una bula del 15 de marzo de 1587. Así quedó incorporada a la corona la última Orden que se mantenía independiente. A cambio obtuvo Garcerán como recompensa la Encomienda Mayor de Calatrava y en 1591 el Virreinato de Cataluña, falleciendo en Barcelona el 20 de marzo de 1592.

## Homenajes
Don Miguel de Cervantes le dedicó unos versos en el Canto de Calíope, en el Libro VI de su obra La Galatea:

Aquel en cuyo pecho abunda y llueve
siempre una fuente que es por él divina,
y a quien el coro de sus lumbres mueve
como a señor con gran razón se inclina,
a quien único nombre se le debe
de la etíope hasta la gente austrina,
don Luis Garcerán es sin segundo,
maestre de Montesa y bien del mundo.
Miguel de Cervantes, La Galatea

- Francisco Garrido de Villena le dedicó su versión del Orlando enamorado de Matteo Maria Boiardo (Alcalá, 1577).
- Vicente Mariner le alaba en su elegía In priscos et celebres valentini regni poetas.

## Títulos, órdenes y empleos

### Títulos
- I Marqués de Navarrés.[1]

### Órdenes
- Orden de Montesa
  - 1545 - 1592:  Maestre.[1]
  - 1540 - 1545:  Comendador mayor.[1][1][1]
  -  Caballero.[1]
- Orden de Calatrava[2]
  -  Comendador mayor.
  -  Caballero.

### Empleos
- 26 de diciembre de 1566 - 1572: Virrey y capitán general de las plazas de Orán y Mazalquivir y de los reinos de Tremecén y Túnez.[1]
- 14 de octubre de 1590 - 20 de marzo de 1592: Virrey y capitán general del Principado de Cataluña y condados de Rosellón y Cerdaña.[1]
- Mayordomo de Juana de Austria, princesa de Portugal.[2]